# رينو بينيديتي
رينو بينيديتي (بالإيطالية: Rino Benedetti)‏ ولد بتاريخ 18 نوفمبر 1928 في إيطاليا، وتوفي في 14 يونيو 2002 في لوكا، كان دراج إيطالي في صنف سباق الدراجات على الطريق.

## سجل النتائج

### سباقات أو مراحل فاز بها
- طواف فرنسا
- طواف إسبانيا
- طواف سويسرا
- طواف إيطاليا

## الميداليات
| الميدالية | المسابقة                                    |
| --------- | ------------------------------------------- |
| فضية      | بطولة العالم لسباق الدراجات على الطريق 1951 |

## وصلات خارجية
- الموقع الرسمي

## روابط خارجية
- رينو بينيديتي على موقع أرشيف الدراجات (الإنجليزية)
- رينو بينيديتي على موقع إحصائيات الدراجات الإحترافية (الإنجليزية)
- رينو بينيديتي على موقع CycleBase (الإنجليزية)